# Brogan Finlay
Brogan Finlay (Atlanta, 26 de agosto de 2002) é um lutador profissional americano. Ele trabalha atualmente para a WWE, onde atua na marca NXT, sob o nome de ringue Uriah Connors e é membro do grupo Chase University.
Finlay é um lutador profissional de quarta geração, sendo o filho mais novo de Fit Finlay, neto de Dave Finlay Sr. e bisneto de John Lidell.

## Carreira na luta livre profissional

### Circuito independente (2021–2023)
Finlay fez sua estreia em 2021, lutando no circuito independente. Em 26 de setembro de 2021, ele fez sua estreia no NJPW Strong, onde fez equipe com seu irmão David Finlay. Em 20 de agosto de 2022, ele fez sua estreia no Game Changer Wrestling no pay-per-view GCW Hope To Die.

### WWE (2023-presente)
Em dezembro de 2023, foi relatado que Finlay havia assinado com a WWE. Em 5 de março de 2024, no NXT: Roadblock, Finlay fez sua estreia na WWE sob o nome de Uriah Connors, enfrentando Shawn Spears, mas acabou sendo derrotado.
Em 2024, Conners formou uma dupla com Kale Dixon e, no início de 2025, a dupla iniciou uma storyline com Andre Chase, com o objetivo de reformar o grupo Chase University. No episódio de 22 de abril de 2025 do NXT, Chase reformou o Chase U com Connors e Dixon.

## Títulos e prêmios
- TWE Chattanooga
  - TWE Tag Team Championship (1 vez) – com Pete Youngblood e Damion Turner